# Yakovlev Yak-24
Yakovlev Yak-24 (tên ký hiệu của NATO Horse) là một trực thăng vận tải hạng nặng gồm 2 động cơ, 2 cánh quạt được phát triển bởi Liên Xô trong thời kỳ Chiến tranh lạnh, được sử dụng trong quân sự và dân dụng.

## Thiết kế và phát triển
Sự phát triển của máy bay lên thẳng Liên Xô bị chững lại trong thời gian xảy ra Chiến tranh thế giới II, và công việc phát triển chỉ được tiến hành trở lại vào cuối mùa hè năm 1952, khi Liên Xô nỗ lực để chế tạo một máy bay trực thăng vận tải nhằm đuổi kịp Hoa Kỳ trong thiết kế chế tạo máy bay trực thăng vận tải. Hai dự án cơ bản được lựa chọn, dự án đầu tiên, là một thiết kế 1 cánh quạt chở 12 hành khách, được phòng thiết kế Mil thiết kế. Dự án thứ hai, được giao cho phòng thiết kế (OKB) do Alexander Sergeyevich Yakovlev đứng đầu chịu trách nhiệm, nó có hình dáng gồm 2 cánh quạt, 2 động cơ, có khả năng chở 24 hành khách. Mẫu thử nghiệm bay của cả hai dự án đều được bay thử nghiệm trong vòng 1 năm.
Hai mẫu thử nghiệm bay của phòng thiết kế Yakovlev được hoàn thành và bay chuyến đầu tiên do S.Brovtsev và Y.Milyutichev điều khiển vào ngày 3 tháng 7 1953; 2 chiếc khác cũng được chế tạo để thử nghiệm tĩnh học và động lực học. Hai động cơ hướng tâm Shvetsov ASh-82V công suất 1700 mã lực, nó còn có biệt danh là Letayushchiy Vagon (Летающий вагон) - 'the Flying Wagon - Xe ngựa bay'; có hệ thống truyền lực và cánh quạt hoạt động cơ bản giống với loại Mil Mi-4 lắp 1 động cơ, với mỗi động cơ của chiếc Yak-24 sẽ làm chuyển động các cánh quạt riêng biệt bằng cơ cấu truyền động bánh răng.
Trong quá trình thử nghiệm những chiếc Yak-24 đã gặp phải những vấn đề nghiêm trọng về sự cộng hưởng rung động, khung trực thăng và cánh quạt thiếu chắc chắn. Nên sau 178 giờ hoạt động thử nghiệm, khung gắn động cơ thứ 2 ở đằng sau trực thăng trong thử nghiệm tĩnh học đã gãy vụn. Một qua trình sửa chữa ngay lập tức đã được tiến hành, người ta đã cắt bỏ đi 0.50 m ở mỗi cánh quạt, và những cuộc thử nghiệm cấp quốc gia (trong thời gian đó các mẫu thử nghiệm khác cũng đã bị hư hại) bắt đầu được tiến hành lại vào cuối năm 1953.
Việc sản xuất hàng loạt Yak-24 gần như chắc chắn sẽ được diễn ra vào năm sau đó, và Yak-24 xuất hiện lần đầu tiên trước công chúng là tại Ngày hàng không tại Tushino vào tháng 7 năm 1955, khi 4 chiếc đã được trưng bày. Vào ngày 17 tháng 12 1955, một chiếc Yak-24 đã lập 2 kỷ lục thế giới mới về trọng tải tối đa trên độ cao lớn, mang 2000 kg lên 5082 m và 4000 kg lên 2902 m. Những chiếc Yak-24 đầu tiên được thêm vào bộ cánh thăng bằng nằm ngang ở đuôi dạng chữ V, nhưng sau đó những mẫu sản xuất sau này lại có bộ cánh thăng bằng hình chữ nhật nằm ngang ở đuôi.
Việc sản xuất ban đầu của Yak-24 được thực hiện để cung cấp cho đơn vị quân đội Vozdushno-Desantnich Voisk (Phân đội đổ bộ đường không), và nó được cải tiến để có thể mang theo 30 người lính trang bị đầy đủ. Ngoài ra nó còn có thể mang 18 thương binh, 3000 kg hàng hóa. Vào năm 1958, Yak-24U đã trở thành mẫu trực thăng quân sự tiêu chuẩn trong quân đội Xô viết, với cánh quạt và khung hoàn toàn bằng kim loại, và cánh quạt được quay trở lại hình dạng ban đầu có đường kính là 21.00 m. Nó có thể mang 40 lính dù hoặc 3.500 kg hàng hóa, 2 súng chống tăng, 2 xe chỉ huy GAZ-69 hoặc 3 xe chở cán bộ M-20. Bản sao dân sự của Yak-24U là Yak-24A, với chỗ ngồi tiêu chuẩn cho 30 hành khách. Yak-24A còn có thể hoạt động như một máy bay chuyên chở hay cần trục, nó có thể nâng một vật có khối lượng lên đến 5000 kg. Vào năm 1960, phiên bản dành cho VIP là Yak-24K xuất hiện, sau đó là Yak-24P có thể chở 39 hàng khách.
Số lượng sản xuất chính xác của Yak-24 không được chính xác, nhưng vì những vấn đề kỹ thuật, loại trực thăng này được sản xuất với số lượng nhỏ. Công việc vận chuyển hàng hóa nặng đã được đáp ứng nhờ vào loại Mil Mi-6 rất thành công vào thời gian đó. Nhiều ý kiến cho rằng có khoảng 100 chiếc Yak-24 được sản xuất, một số khác lại tin rằng chỉ có khoảng 40 chiếc được sản xuất.

## Các phiên bản
Yak-24
Phiên bản đầu tiên, cánh quạt bị cắt bỏ đi 0.4 m, trọng tải mang 3000 kg, 18 thương binh, 30 lính dù, và ngoài ra còn được dùng vào các hoạt động dân sự.
Yak-24U
Phiên bản thứ hai, chiều dài của cánh quạt được trở về như thiết kế ban đầu (21 m), có thể mang 40 lính dù hoặc 3.500 kg hàng hóa, 2 súng chống tăng, 2 xe chỉ huy GAZ-69 hoặc 3 xe chở cán bộ M-20.
Yak-24A
Phiên bản dân sự, có thể mang 30 hành khách hoặc 5000 kg, còn được sử dụng trong mục đích dân sự.
Yak-24K
Phiên bản dành cho nhân vật quan trọng, có thể mang 9 hành khách, thân được làm ngắn, có khung cửa sổ lớn, nội thất trang bị xa hoa.
Yak-24P
Là phiên bản đẹp nhất được trưng bày vào năm 1961, nó có 2 động cơ đồng trục AI-24V công suất 2.700 hp, có thể mang 39 hành khách, với khoang hành lý và nhà vệ sinh. Vận tốc có thể đạt đến 210 km/h, không bao giờ được sản xuất.

## Thông số kỹ thuật (Yak-24)

### Đặc điểm riêng
- Phi đoàn: 3
- Sức chứa: 30 lính, 18 thương binh, hoặc 3.000 kg (6.600 lb) hàng hóa
- Chiều dài: 21.34 m (70 ft 0 in)
- Đường kính cánh quạt: 20.20 m (66 ft 3 in) (gồm 2 cánh quạt)
- Chiều cao: n/a
- Diện tích : 640.9 m² (6.899 ft²)
- Trọng lượng rỗng: 10.607 kg (23.384 lb)
- Trọng lượng cất cánh: 14.270 kg (31.460 lb)
- Trọng lượng cất cánh tối đa: 16.800 kg
- Động cơ: 2× Shvetsov ASh-82V, công suất 1.268 kW (1.700 hp) mỗi chiếc

### Hiệu suất bay
- Vận tốc cực đại: 195 km/h (122 mph)
- Tầm bay: 430 km (268 miles)
- Trần bay: 5.000 m (16.400 ft)
- Vận tốc lên cao: n/a
- Lực nâng của cánh: n/a
- Lực đẩy/trọng lượng: n/a

## Nội dung liên quan

### Trực thăng có tính năng tương đương
- Piasecki H-21
- Piasecki PV-17
- Bristol Belvedere
- CH-46 Sea Knight
- CH-47 Chinook